# Gustav Adolf Harald Stenzel

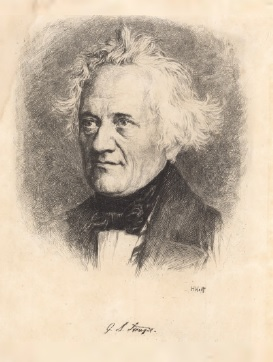
Teckning av Stenzel

Gustav Adolf Harald Stenzel, född 21 mars 1792 i Zerbst, Anhalt, död 2 januari 1854 i Breslau, var en tysk historiker.
Stenzel blev 1820 professor i historia vid universitetet i Breslau. Han författade bland annat Geschichte Deutschlands unter den fränkischen Kaisern (två band, 1827), Geschichte des preußischen Staats (fem band, omfattar tiden intill 1763, 1830-54, i Arnold Hermann Ludwig Heerens och Friedrich August Ukerts "Geschichte der europäischen Staaten") och Geschichte Schlesiens (ett band, omfattar tiden intill 1355, 1853) samt utgav flera viktiga källskrifter till Schlesiens historia.